# Geelsnavelolijfruggors
De geelsnavelolijfruggors (Arremon axillaris, synoniem Arremon taciturnus axillaris) is een zangvogel uit de familie Passerellidae (Amerikaanse gorzen). Eerder werd deze vogel beschouwd als een ondersoort van de olijfruggors.

## Verspreiding en leefgebied
Deze soort komt voor in noordoostelijk Colombia en westelijk Venezuela.

## Status
De grootte van de populatie is niet gekwantificeerd maar de soort wordt omschreven als vrij algemeen. Op de Rode lijst van de IUCN heeft deze soort de status niet bedreigd.